# Killer Bee
Killer Bee (キラービー Kirābī?) es un personaje del manga y anime Naruto. Aparece por primera vez en el capítulo 408 del manga y en el capítulo 362 del anime (142 de Naruto Shippuden). Es el personaje dentro del cual está el Hachibi, el Bijū de Ocho Colas. Pertenece a la Aldea Oculta de la Nube y es el hermano menor adoptivo de su líder, el Raikage. Siempre lleva consigo ocho espadas, hasta que pelea con Sasuke Uchiha y pierde una. Este personaje siempre habla usando rimas de rap.

## Historia
Antes, Gyuki (la bestia de las 8 colas), se encontraba encadenado gracias a una especie de jutsu. Al liberarse, mata al padre de Motoi, amigo de Killer Bee, a quien intentó matar luego de que él sea el nuevo jinchūriki. Esto generó un gran desprecio de la aldea hacia él (al igual que Naruto). Desde entonces, Killer Bee decidió entrenarse para poder controlar a Gyuki y ser reconocido como un héroe. También por el profundo respeto que tiene hacia su hermano, que luego será elegido como el Raikage de la aldea. Killer Bee fue el primero en controlar a su Bijū y poseer una buena relación con este.

## Taka vs. Killer Bee
Taka logra encontrar al portador del Ocho Colas, Killer Bee, a quien planean capturar. Sin embargo, tanto Suigetsu como el propio Jūgo son derrotados fácilmente, y obligan a Sasuke a tomar la iniciativa. Tras ser herido Sasuke por las espadas del Ocho Colas, Suigetsu y Jūgo luchan junto al Uchiha para derrotar al poderoso ninja. Tras ponerlo en aprietos, decide huir, pero Karin logra dar con él.
Después de fracasar el Tsukuyomi de Sasuke y resultar este gravemente herido, Jūgo planea curarlo aprovechando la compatibilidad que les ofrecía su sello maldito, mientras tanto el Ocho Colas se transforma totalmente en la bestia que contiene, liberando todo su poder. Mientras Jūgo trata de curar a Sasuke a costa de su propia salud, Suigetsu trata de proteger a sus compañeros para facilitar su huida, pero el gran poder del Bijū lo derrota fácilmente, cuando el grupo parece perdido y derrotado, Sasuke piensa en sus antiguos y nuevos compañeros y libera Amateratsu. Las llamas negras alcanzan a la enorme bestia, que comienza a arder sin control, Sasuke trata de proteger a Karin (a quién casi había matado anteriormente con su Amaterasu fuera de control) pero finalmente el Bijū le alcanza con uno de sus tentáculos en llamas no obstante el Uchiha logra apagarlas, consiguiendo así salvar a su compañera y preservar la vida de su oponente, Killer Bee queda ya completamente derrotado.
Finalmente Sasuke y Jūgo parten con los miembros derrotados de Taka y su objetivo cumplido, mientras dos ninjas espectadores parten a avisar al Raikage que su hermano fue capturado por Akatsuki. Sin embargo son fácilmente engañados por Killer Bee quien ha usado uno de los tentáculos de Gyuki para hacer una réplica de sí mismo (un Kawarimi) con lo cual aprovecha la confusión para escapar y evitar ser capturado. Más tarde Killer Bee empieza a cantar con su Biju, a lo que el Biju se burla de sus rimas bastante absurdas. No obstante Killer Bee llevaba al inicio 8 espadas, pero debido a su combate contra Sasuke, este pierde una de sus espadas.

## Kisame Vs. Killer Bee
Tras el combate contra Sasuke se encuentra cantando con un hombre llamado Kin, aprendiendo a cantar música Enka, pero en ese momento aparece Kisame y empieza su combate. El encuentro comienza con un derrotado Ponta, Mientras que Kin, con una enorme espada trata de atacar a Kisame, Por otro lado Killer Bee aprovecha para lanzarle un lápiz cargado de chakra de rayo, que Kisame esquiva a duras penas. Luego de derrotar a Kin, Killer Bee trata de asestarle un corte con su espada cargada también de rayo, pero Samehada la bloquea salvando a Kisame y consecuentemente absorbe el chakra que este tenía.
Luego de que Samehada se transformase en algo más bestial, Killer Bee usa la forma de Gyuki (ocho colas), más se ve cómo Samehada con tan solo rozarle es capaz de robarle todo este chakra. Después, Killer Bee usa el modo de Gyuki rodeado de la capa del bijuu, y logra embestir a Kisame, provocándole una enorme y mortal herida en el estómago, dejando descubiertos varios de los huesos. Samehada se fusiona con Kisame mientras este último realiza un Jutsu Suiton, que crea una gran esfera de agua en el lugar. Kisame muestra su forma fusionada, pareciéndose más a un tiburón. Observando Killer Bee como Kin y Ponta estaban ahogándose, trata de sacarlos del lugar, pero la gran masa de agua se mueve junto con Kisame, trata luego de distraer a Kisame pero este ataca a Ponta.
Con dos de sus ataques logra lastimar a Killer Bee, que observa como Kin y Ponta han salido del perímetro de la técnica y expulsa tinta para tratar de escapar. Se ve después como Killer Bee ya lastimado yace en el suelo y cuando Kisame está a punto de amputarle las piernas, Samehada lo impide, a lo que Kisame dice que "Le gustó demasiado el chakra de Gyuki (de la Bestia de las ocho colas) patea a Samehada y nuevamente trata de cortarle las piernas a Killer Bee, este se trata de defender lanzándole un lápiz cargado de raiton, pero en vano. Finalmente llega el Raikage A, y entre él y Killer Bee usan un doble lariat decapitando a Kisame. Finalmante su hermano, el raikage A, le dice acerca de la situación y deciden volver a su aldea de origen, no sin antes castigar fuertemente a su hermano por escapar sin autorización. Allí Killer Bee presume de su nuevo trofeo ganado en la batalla contra Kisame, Samehada, pero lo que no sabe es que en realidad Kisame se escabulló usando un falso clon suyo con la ayuda de Zetsu y está escondido dentro de la espada para infiltrarse en el país del rayo y capturar con sigilo a  Gyuki. Tras una última reunión de los 5 Kages, deciden esconder a Killer bee y a Naruto en una remota isla abandonada del país del rayo con el fin de protegerlos de los Akatsuki. En su estancia aquí conoce a Naruto, este le pregunta si le puede enseñar a controlar a su biju, a lo cual Killer Bee se niega. Mientras luchaba, Gyuki le recomienda a killer Bee que le enseñe a Naruto a controlar el Chakra de Kurama, aunque el  Gyuki lo odie.
Luego aparece para salvar a Motoi de un calamar gigante, y ayuda a Naruto a acabar con su lado oscuro, luego atraviesan la cascada de la verdad y Killer Bee le dice a Naruto que aquí es la cueva sagrada donde él dominó a Gyuki y que ahora llega su turno. Después de eso Killer Bee le indica a Naruto que introduzca su cabeza en una estatua y active un botón, con el cual podrán llegar a la sala donde Naruto se enfrentara por fin a Kurama. Antes de comenzar, Killer bee le explica a Naruto y Yamato que para poder luchar contra el Biju deben liberar el sello que mantiene su chakra dentro de Naruto. Yamato expresa que es un tanto arriesgado, pero Naruto no duda y libera el sello del Nueve Colas. Dentro de la mente Naruto ayudado por Killer bee y Gyuki comienza una batalla por ganar el poderoso chakra de Kurama. Al principio, Killer Bee sé queja de que el Biju es fuerte y que si no pueden ganar con su chakra no queda más que la muerte.
Así comienza la batalla de Naruto contra Kurama, donde inicialmente Naruto empieza ganando, pero rápidamente Kurama contraataca en la pelea; es entonces cuando aparece Kushina Uzumaki, la madre de Naruto, afirmando su papel, como parte del sellado del Kurama dentro de Naruto, tras un secuestro de ninjas de Konoha para hacerla Jinchuriki de Kurama, ya que, como ella explica, su chakra es "especial", consecuentemente cuenta a Naruto como fue su atracción hacia Minato (padre de Naruto y Cuarto Hokage), y rectifica su ayuda hacia Naruto brindándole su chakra y encadenando al Kyubi con su pelo, como hizo hace 16 años para dar tiempo a Minato mientras preparaba el Shiki Fujin. En un grito de victoria, Kushina dice: "Ahora nos queda por vencer a Kurama".
Posteriormente, Killer Bee ve cómo Naruto se va trasformando poco a poco en Kurama, para después quedar impactado al ver a Naruto con el chakra de Kurama flotando, con unos cuernos (parecidos al de Rikudo) y los ojos en Modo Sennin. Después de esto, Naruto, con su nuevo poder, se da cuenta de la maldad oculta en la espada Samehada y se da cuenta de que este era Kisame, después de esto, el hombre tiburón sin apenas Chakra se dispone a huir, con Killer Bee y Yamato persiguiéndolo, mientras Naruto se recupera de su esgince de tobillo (debido al gran poder incontrolable) pero, sin darse cuenta Maito Gai le da una patada haciéndole impactar. Allí empieza una corta pero apasionante batalla en la que Maito abre 7 puertas para realizar la técnica del Tigre del miedo, que supera con creces al jutsu "Tiburón absorbedor" de Kisame, debilitándolo y atrapándolo para sacarle información. Kisame se muerde la lengua y, invoca tres tiburones para suicidarse y que no le intercepten el comunicado, mientras manda un tiburón a Obito Uchiha con toda la información del paradero de ambos Jinchurikis.